# Бернт Прери (Илиноис)
Бернт Прери (енгл. Burnt Prairie) град је у америчкој савезној држави Илиноис.

## Демографија
По попису из 2010. године број становника је 52, што је 6 (-10,3%) становника мање него 2000. године.
| Група             | 2000.      | 2010.      |
| Белци             | 57 (98,3%) | 47 (90,4%) |
| Афроамериканци    | 0 (0,0%)   | 0 (0,0%)   |
| Азијати           | 0 (0,0%)   | 0 (0,0%)   |
| Хиспаноамериканци | 1 (1,7%)   | 1 (1,9%)   |
| Укупно            | 58         | 52         |